# Hippeastreae
Hippeastreae är ett tribus i familjen amaryllisväxter med nio släkten från Amerika. 

## Släkten
Amaryllissläktet (Hippeastrum)
Jakobsliljesläktet (Sprekelia)
Sefyrliljesläktet (Zephyranthes)
Väpnarliljesläktet (Habranthus)
Eithea
Rhodophiala
Phycella
Placea
Traubia